# DSA-431
La DSA-431 es una carretera perteneciente a la Red Secundaria de la Diputación Provincial de Salamanca que une las localidades de Villar de Peralonso y Villasdardo.

## Origen y Destino
La carretera  DSA-431  tiene su origen en Villar de Peralonso en la intersección con la carretera  CL-517  y termina en la intersección con la carretera  DSA-430  en Villasdardo formando parte de la Red de carreteras de Salamanca.